# Коровицький Іван
Іва́н Іва́нович Корови́цький (*24 червня 1907, Володимир-Волинський — †8 червня 1991, Саут-Баунд-Брук) — український літературний критик, педагог, член ОУП «Слово», історик українського Православ'я, бібліограф, культурний діяч.

## Стислі відомості
Дійсний член УВАН у США, член-кореспондент УВАН у США (обраний 20 квітня 1964). Закінчив Студіум православного богослов'я Варшавського університету (1929), згодом його доцент. До війни керував Православним митрополітальним музеєм Варшави. Викладав у Православній богословській академії в Німеччині й Америці. Магістр (Вестерн Резерв, Клівленд), доктор філософії (Пенсильванський університет). Був довголітнім активним членом української громади у Баунд Бруку, Нью-Джерсі, США. Організатор і перший керівник бібліотеки тамтешнього Культурного центру.
Помер 1991 року в місті Саут-Баунд-Брук, похований на українському православному цвинтарі у Баунд-Бруку, штат Нью-Джерсі.